# Keyesport
Keyesport – wioska w USA, w stanie Illinois, w hrabstwie Bond. Według spisu z 2000 roku wioskę zamieszkuje 481 osób.

## Geografia
Wioska zajmuje powierzchnię 1,1 km², z czego 0,1 km² (4,76%) stanowi woda.

## Demografia
Według spisu z 2000 roku wioskę zamieszkuje 481 osób skupionych w 212 gospodarstwach domowych, tworzących 132 rodzin. Gęstość zaludnienia wynosi 464,3 osoby/km². W wiosce znajdują się 274 budynki mieszkalne, a ich gęstość występowania wynosi 264,5 mieszkania/km². Wioskę zamieszkuje 98,96% ludności białej, 0,42% stanowią rdzenni Amerykanie, 0,21% stanowią Azjaci, 0,42% ludności wywodzącej się z dwóch lub więcej ras. Hiszpanie i Latynosi stanowią 0,62% populacji.
W wiosce są 212 gospodarstwa domowe, w których 22,6% stanowią dzieci poniżej 18 roku życia żyjących z rodzicami, 51,4% stanowią małżeństwa, 7,5% stanowią kobiety nie posiadające męża oraz 37,3% stanowią osoby samotne. 31,1% wszystkich gospodarstw domowych składa się z jednej osoby oraz 16,5% żyjących samotnie ma powyżej 65 roku życia. Średnia wielkość gospodarstwa domowego wynosi 2,27 osoby, natomiast rodziny 2,85 osoby. 
Przedział wiekowy kształtuje się następująco: 20,8% stanowią osoby poniżej 18 roku życia, 8,5% stanowią osoby pomiędzy 18 a 24 rokiem życia, 24,5% stanowią osoby pomiędzy 25 a 44 rokiem życia, 25,6% stanowią osoby pomiędzy 45 a 64 rokiem życia oraz 20,6% stanowią osoby powyżej 65 roku życia.   Średni wiek wynosi 42 lat. Na każde 100 kobiet przypada 106,4 mężczyzn. Na każde 100 kobiet powyżej 18 roku życia przypada 99,5 mężczyzn.
Średni dochód dla gospodarstwa domowego wynosi 22 679 dolarów, a dla rodziny wynosi 31 875 dolarów. Dochody mężczyzn wynoszą średnio 31 875 dolarów, a kobiet 18 250 dolarów. Średni dochód na osobę w mieście wynosi 14 028 dolarów. Około 10,9% rodzin i 17% populacji miasta żyje poniżej minimum socjalnego, z czego 35,7% jest poniżej 18 roku życia i 11,4% powyżej 65 roku życia.